# Shin Young-jun
Đây là một tên người Triều Tiên, họ là Shin.
Shin Young-Jun  (tiếng Hàn: 신영준; sinh ngày 6 tháng 9 năm 1989) là một cầu thủ bóng đá Hàn Quốc thi đấu ở vị trí tiền đạo cho Busan IPark.